# Тршинец
Трши́нец (чеш. Třinec, сил. Trzińec, пол. Trzyniec) — статутный город в Чехии, в Моравскосилезском крае. Расположен на реке Олше, на востоке страны, близ границы с Польшей. Население 38 953 (2001). 17,7 % — поляки.

## История
Деревня Тршинец появилась в XIV веке. Впервые упомянута в документе 1444 года. Большинство населения в то время занималось сельским хозяйством, хотя район был богат залежами известняка, железной руды и глины. В 1836 году началось строительство печи для обработки металла, в 1839 году начал функционировать первый металлургический завод, ставший крупнейшим в Тешинской области.
В 1851 году в Тршинце по инициативе рабочих открылась первая школа. Строительство железной дороги в 1871 году дало толчок дальнейшему развитию Тршинца. После раздела Тешинской области в 1920 году вошёл в состав Чехословакии. В 1931 году Тршинец получил статус города.
В октябре 1938 года город, вместе с Тешинской областью, был аннексирован Польшей, во время Второй мировой войны принадлежал нацистской Германии. После окончания войны город был возвращён Чехословакии, окружающие его деревни были включены в его состав.

## Экономика
Тршинец — важный центр чёрной металлургии. Тршинецкий металлургический завод (чеш. Třinecké železárny) является одним из крупнейших в Чехии. Транспортный узел.

## Культура
Тршинец — культурный центр польской диаспоры в Чехии.

## Население
| Год  | Численность | Численность |
| ---- | ----------- | ----------- |
| 1869 | 7484        | [ 6 ]       |
| 1880 | 9811        | [ 6 ]       |
| 1890 | 11 201      | [ 6 ]       |
| 1900 | 13 181      | [ 6 ]       |
| 1910 | 14 187      | [ 6 ]       |
| 1921 | 16 112      | [ 6 ]       |
| 1930 | 19 466      | [ 6 ]       |
| 1950 | 15 619      | [ 7 ]       |
| 1961 | 27 660      | [ 6 ]       |
| 1970 | 36 154      | [ 6 ]       |
| 1980 | 44 739      | [ 7 ]       |
| 1991 | 45 210      | [ 7 ]       |
| 2001 | 38 953      | [ 6 ]       |
| 2014 | 36 077      | [ 8 ]       |
| 2016 | 35 760      | [ 9 ]       |
| 2017 | 35 596      | [ 10 ]      |
| 2018 | 35 302      | [ 11 ]      |
| 2019 | 35 131      | [ 12 ]      |
| 2020 | 35 002      | [ 13 ]      |
| 2021 | 34 778      | [ 14 ]      |
| 2022 | 34 222      | [ 15 ]      |
| 2023 | 34 306      | [ 16 ]      |
| 2024 | 34 266      | [ 3 ]       |

## Города-побратимы
- Бельско-Бяла, Польша
- Жилина, Словакия